# Usina Hidrelétrica de Xingó
A Usina Hidrelétrica de Xingó está localizada no Rio São Francisco, na divisa de Alagoas e Sergipe, próximo a Piranhas, Brasil. A barragem foi construída para navegação, abastecimento de água e geração de energia hidrelétrica, uma vez que suporta uma usina hidroelétrica com capacidade instalada  de 3.162 megawatts. Foi construída entre 1987 e 1994 e o último de seus geradores foi comissionado em 1997.

## Construção
Os estudos para a Barragem de Xingó foram feitos na década de 1950 e os contratos de construção só foram concedidos em 1982. A construção da barragem começou em março de 1987, mas foi interrompida em setembro de 1988 porque uma crise de dívida paralisou o financiamento. A construção foi reiniciada em 1990 e, em 1994, a barragem foi concluída. Em 10 de junho de 1994, a barragem começou a represar o rio quando seu reservatório começou a encher. Em 15 de novembro daquele ano, o reservatório atingiu seu nível máximo de 130 metros de cota. O primeiro gerador da usina foi comissionado em dezembro de 1994, os dois seguintes em 1995, mais dois em 1996 e o gerador final em agosto de 1997.

## Barragem
Xingó é uma barragem de enrocamento de face de concreto com 830 metros de comprimento e 140 metros de altura. Ela contém cinco zonas de 12.900.000 metros cúbicos de enchimento, principalmente de granito. Quatro represas (diques) também são usadas para apoiar o reservatório. Diretamente a nordeste da barragem está seu vertedouro com 12 comportas com  uma capacidade máxima de escoamento de 33.000 m³/s. A barragem suporta um reservatório com capacidade de 3,8 km³ de volume de água, área de superfície do lago de 60 km² e área de captação hídrica de 630.000 km². Parte do reservatório e os cânions a jusante do Complexo Hidrelétrico Paulo Afonso são protegidos pela Unidade de Conservação Ambiental denominada de  Monumento Natural do Rio São Francisco de 26.736 hectares.

## Usina
A usina hidrelétrica de Xingó está diretamente a sudoeste da barragem e tem uma casa de força de 240,75 metros de comprimento, 59 m de altura e 27 metros de largura. Ela foi projetada pela consultora  Promon engenharia e contém turbinas Francis para cada um dos 6 geradores de 527 megawatts fabricadas pela Siemens. A planta também foi projetada para acomodar outros quatro geradores idênticos que, se instalados, trariam sua capacidade instalada total aumentada para 5.270 megawatts.